# Hentai

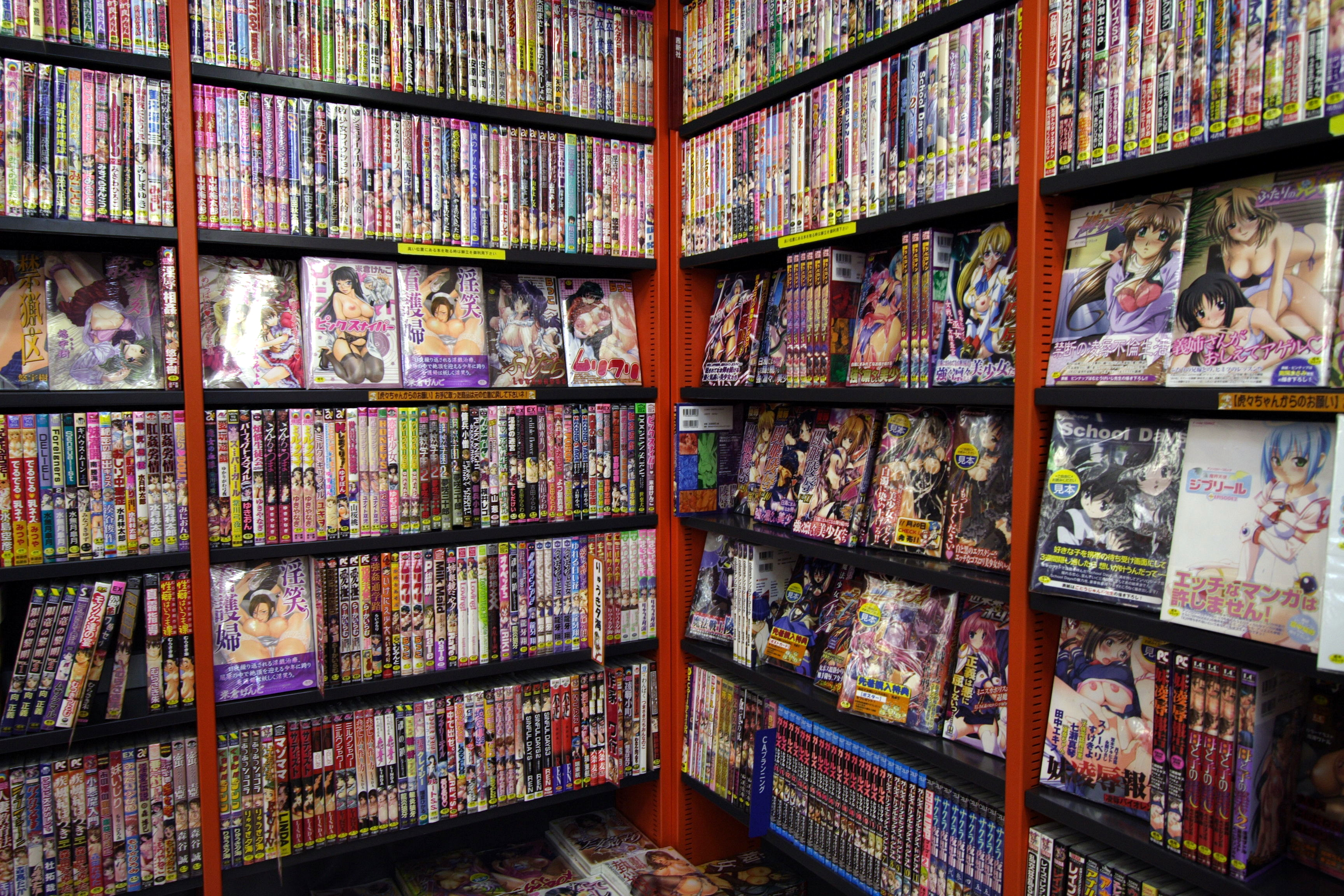
Sbírka hentai

Hentai (japonsky 変態 nebo へんたい) je japonské slovo znamenající zvrhlý, zvrácený, perverzní či úchylný, nicméně význam může být i ještě tvrdší (animovaný sex). Mimo Japonsko se pojem častěji chybně, jelikož to není žánr ani nadžánr, používá k označení pornografických komiksů, počítačových her či japonské animace ve stylu manga. Znaky kandži slova hentai kombinují znaky 変 (hen – znamená divný či podivný) a 態 (tai – znamená přístup či vystupování ve smyslu chování). Termín je zkrácená forma fráze 変態性欲 (hentai seijoku), což znamená „sexuální perverze“. Slangově 変態 (hentai) znamená původně metamorfóza nebo abnormální.
Hentai je tvrdou pornografií, tím se liší od méně eroticky laděných komiksů žánru ečči. Současná podoba hentai vznikla po 2. světové válce jako extrémní verze běžné mangy, která se v poválečném Japonsku stala populární a široce dostupnou zábavou.
Z „evropsko-amerického“ pohledu je nejzřejmější zdánlivá nedospělost dívek, přičemž „nedospělé“ dívky mají abnormální velikost prsou.
Nejtradičnějším a nejstarším pojetí hentai jsou tzv. tentacles (chapadla). Tento typ hentai vyobrazuje znásilnění především žen chapadly nejrůznějších hlavonožců. Tento motiv je starý asi 400 let; objevuje se již v kresbách šunga.
Jedním z mnoha kreslířů hentai je např. Satoši Urušihara.

## Žánry

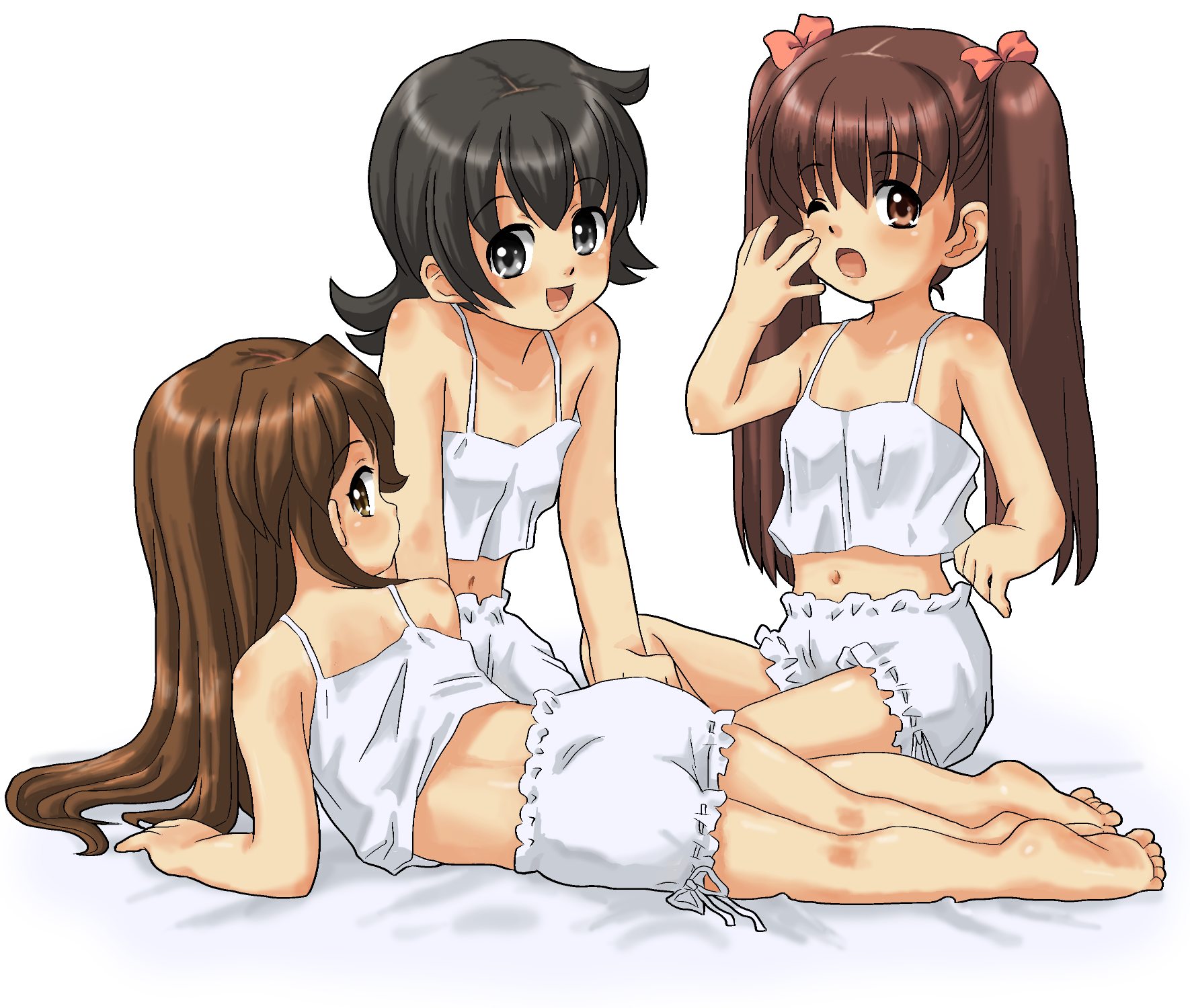
Ukázka takzvaného „loliconu“

Existují dvě hlavní kategorie hentai: díla, ve kterých jsou pouze heterosexuální styky, a díla, ve kterých jsou pouze homosexuální styky. Druhá kategorie se ještě dále rozděluje na juri a jaoi. Obecně žánr juri (někdy se mu říká šódžo-ai) je o homosexuálních ženských hrátkách a žánr jaoi (někdy se mu říká šónen-ai) je o homosexuálních mužských hrátkách. Obě skupiny jsou (obvykle) určeny osobám opačného pohlaví. Jaoi je zaměřeno na ženskou audienci a obvykle se v něm objevují dokonalí muži zvaní bišónen (znamená „krásný kluk“). Dívky/chlapci, kteří jsou zainteresováni v jaoi, se nazývají „fudžoši/fudanši“ (腐女子/腐男子), což znamená „rotten girl/boy“ (zkažená/ý dívka/chlapec). U juri je to podobné, avšak s tím rozdílem, že jsou tu pouze ženy, překrásné a dokonalé, zvané bišódžo. Juri je primárně určeno lesbám a heterosexuálním mužům.
Rámec hentai je takřka neomezený a může se zaměřovat na nekonečné množství sexuálních fetišů. Například:
- bakun – zobrazuje ženy s obrovskými prsy
- bukkake – zobrazuje kolektivní masturbaci, zakončenou ejakulací na obličej nebo hruď jednoho z účastníků
- futanari – zobrazuje hermafrodity nebo transsexuály, kteří mají dvě pohlaví nebo jen jedno se znaky toho druhého. Postavy futunari se obvykle zabývají sexuálním stykem se ženami, občas s muži (protože pornografická manga je především orientovaná na mužské publikum)
- guro – zobrazuje násilí (kuchání, mrzačení lidí)
- BDSM – zobrazuje svazování a trýznění
- eroguro – zobrazuje projevy extrémního násilí, zabíjení, smrti a obecně všeho, co přesahuje normu
- svazování ňader, BDSM praktiky zaměřené na prsa
- erotická laktace (mléčný fetišismus)
- Lolicon – zobrazuje prepubescentní nebo preadolescentní dívky
- maiesiophilia – traktuje sexuální přitažlivost k těhotným ženám
- omoraši – zobrazuje močení
- pissing – zobrazuje močení na sexuálního partnera
- koprofilie – do hrátek jsou zahrnuty i výkaly
- šotakon – zobrazuje sexuální vztahy chlapců s jinými hochy nebo se staršími muži; nebo hochů se staršími ženami (v západním žargonu „straight shota“)
- znásilňování chapadlem – ženy jsou vydány napospas stvůrám s chapadly

### Obvyklé propriety
- Kalhotky – běžný prvek navozující erotickou atmosféru. Jejich zobrazení v anime a manze (nejenom v hentai) se označuje jako pančira
- Tělní tekutiny – signalizují míru vzrušení postav
- Zvířecí oblečky – zaječí kožíšky, ouška a oháňky jsou nezřídka součástí těla postav. Obecně jsou japonské formy hravější než evropské, v souladu s rozdílem kultur, kdy v Evropě je kladen hlavní důraz u žen na to být atraktivní, v Japonsku na to být roztomilá.